# Jedong
Jedong is een bestuurslaag in het regentschap Malang van de provincie Oost-Java, Indonesië. Jedong telt 7502 inwoners (volkstelling 2010).